# Schafir & Mugglin

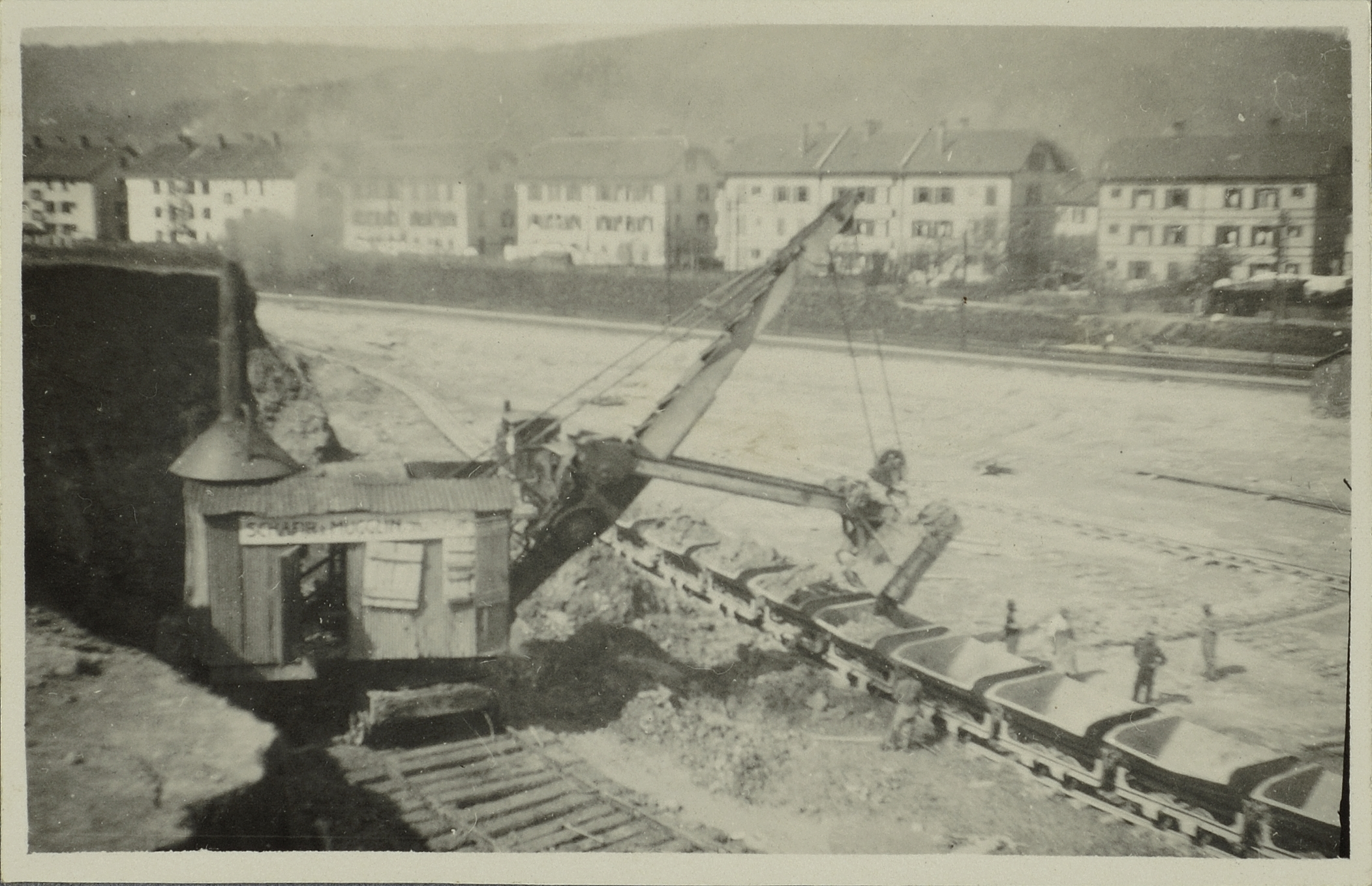
Erweiterung des Güterbahnhofes in Winterthur durch Schafir und Mugglin, Basel, um 1925.

Die Schafir & Mugglin AG war vom 2. Januar 1914 bis zum 15. Oktober 1997 eines der bedeutendsten Schweizer Tiefbauunternehmen mit Fokus auf den Gleisunterbau, Wasserkraftwerksbau und Nationalstrassenbau.

## Geschichte
Das Unternehmen wurde  am 2. Januar 1914 von Gottfried Müller, der ein Hochbaugeschäft in Bargen betrieb, und Alexander Schafir, dem Inhaber eines Ingenieurbüros in Täuffelen als Kollektivgesellschaft gegründet, um Tiefbau- und Stahlbetonarbeiten auszuführen. Nebenher betrieben beide Gesellschafter weiterhin ihre eigenen Firmen. In der Nachkriegszeit des Ersten Weltkriegs wurde das Unternehmen ab dem 24. Juni 1919 liquidiert.
Alexander Schafir erwarb das gesamte Inventar und gründete 1921/1922 mit seinem Oberingenieur Gustav Mugglin eine neue Kollektivgesellschaft. Zur gleichen Zeit betrieben sie einen zentralen Lagerplatz in Liestal und errichteten kurz darauf die ersten Werkstätten. Eine 1928 eröffnete Niederlassung in Zürich entwickelte sich während der Weltwirtschaftskrise in den 1930er Jahren und während des Zweiten Weltkriegs nur langsam. Mit einer weiteren, 1942 eröffneten Niederlassung im Kanton Aargau wandelte sich das Unternehmen zu einer an mehreren Standorten operierenden Grossbauunternehmung, die ab 1945 in eine Aktiengesellschaft mit einer kaufmännisch-administrativen Abteilung in Liestal firmierte.

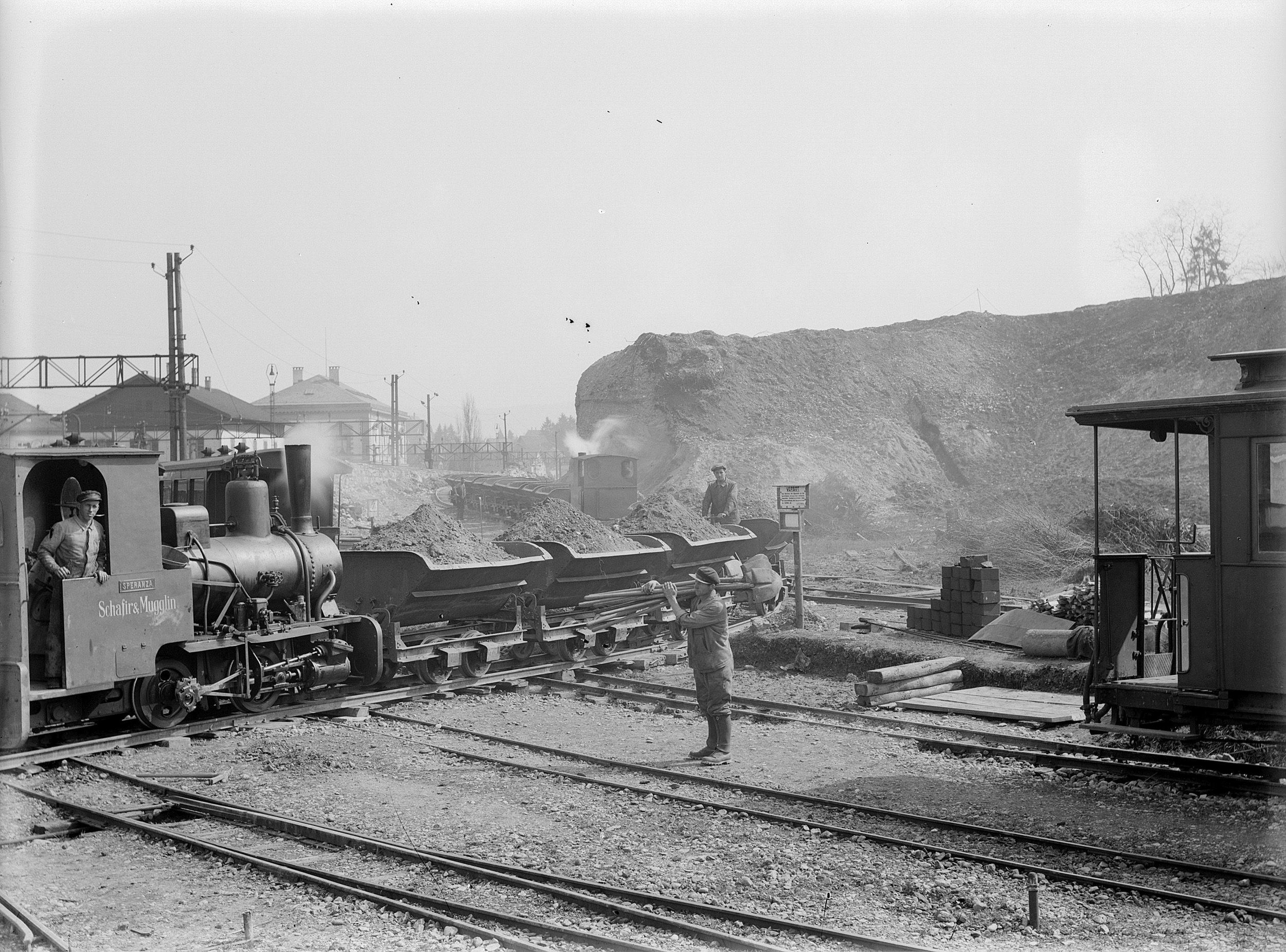
Bahnknoten Liestal: Arbeiten Zentralunterführung, um 1940

Der wirtschaftliche Aufschwung nach dem Zweiten Weltkrieg brachte grosse Bauaufgaben mit sich, die eine zunehmende Mechanisierung des Baubetriebs erforderten. Die beiden Gründer und Rudolf Spycher, der seit den Gründungsjahren die Werkstätten geleitet hatte, starben 1951 innerhalb von drei Monaten. Unter neuer Geschäftsführung wuchs das Unternehmen. Es beteiligte sich 1953 an der Gründung der STAG AG und des Kieswerkes Hard in Rheinfelden, erwarb die Liegenschaft Neumünsterallee 9 in Zürich 1954, eröffnete eine Niederlassung in Chur und beteiligte sich an der Firma A. Fässler Nachfolger in Unteriberg. 1955 wurde das Unternehmen mit der Beteiligung an der Rand Earthworks Construction Cy in Johannesburg international tätig und errichtete ein Erdbaulaboratorium in Liestal.
Die Niederlassung in Saas Almagell wurde 1957 eröffnet. Weitere Niederlassungen wurden 1958 in Muri bei Bern und 1959 in Lugano eröffnet. 1962 beteiligte sich das Unternehmen an der Firma Jean Müller AG in der Ostschweiz und gründete eine Holdinggesellschaft, die alle Beteiligungen übernahm.
Am 15. Oktober 1997 erlosch das Unternehmen mit Sitz in der Zollikerstrasse 41 in Zürich aufgrund des sich ändernden Marktes.

## Betriebsmittel

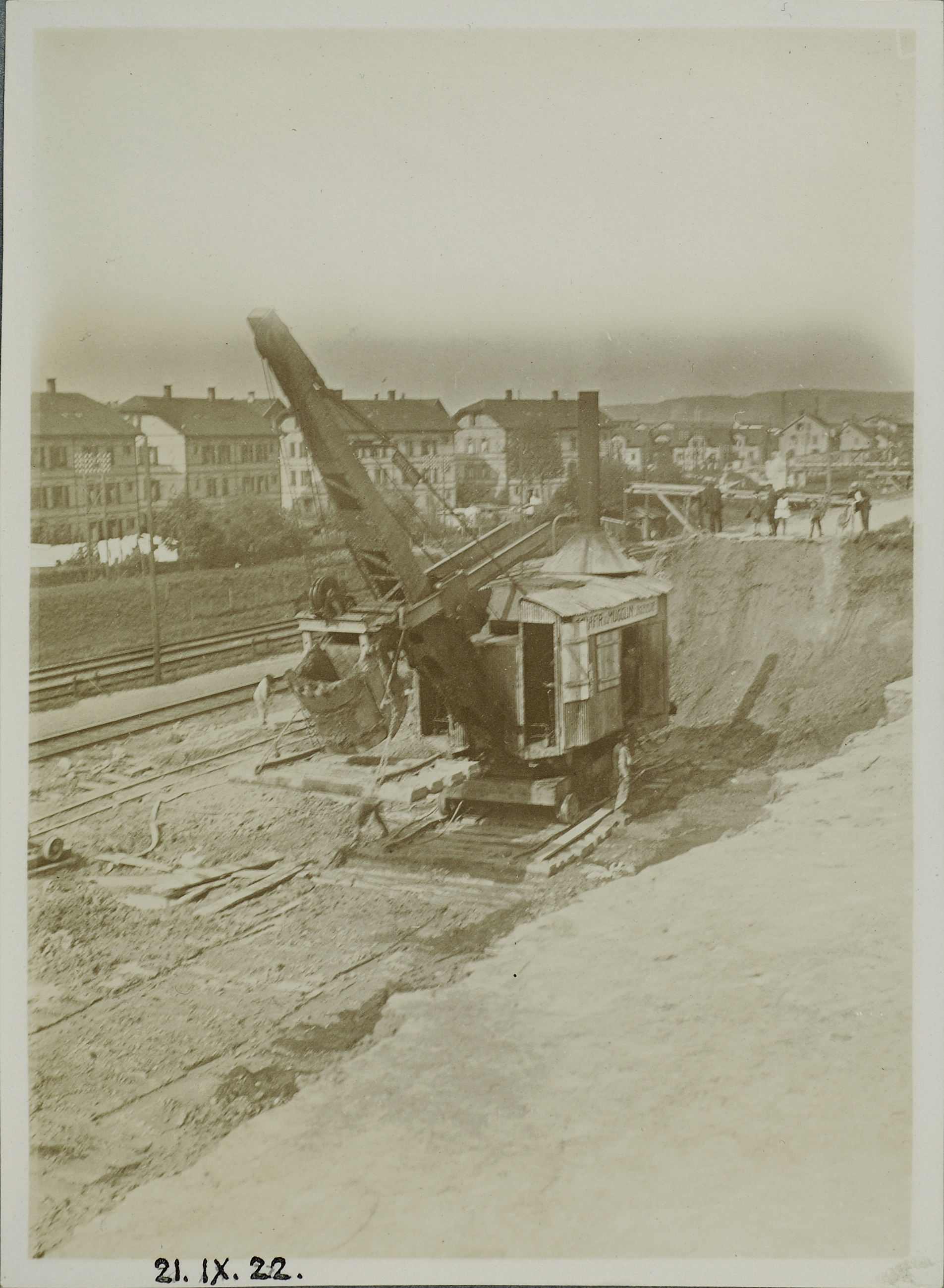
Erweiterung des Güterbahnhofes in Winterthur durch Schafir & Mugglin, Basel, 21. September 1922

Das Unternehmen beschaffte 1914 einen mit Dampf angetriebenen Eimerkettenbagger auf Schienen mit einer Antriebsleistung von 100 PS und Eimern mit einem Fassungsvermögen von jeweils 150 Litern. Außerdem wurden auf den Baustellen mit Krauss- und Hanomag-Dampflokomotiven betriebene Feldbahnen eingesetzt mit Spurweiten von 600 mm und 750 mm. Der erste Hochlöffelbagger wurde ab 1916 bei der Verlegung der linksuferigen Zürichseelinie der SBB in Zürich betrieben und erst
1940 ausgemustert. Ab 1928 kamen zunehmend mit Dieselmotoren betriebene Bagger und Planierraupen im schienenfreien Betrieb zum Einsatz.
Aus Amerika importierte Bulldozer, Muldenkipper mit 9 m³ Ladekapazität und Anhängerscraper wurden in der Nachkriegszeit ab 1946 beim Bau des Flughafens Kloten eingesetzt. Das Unternehmen errichtete 1950 den ersten Erddamm in der Schweiz in Marmorera, wobei Muldenkipper mit einer Ladekapazität bis zu 12 m³ die bisher eingesetzten Kipplorenzüge ablösten.
Seit ihrem Bestehen hat die Firma Schafir & Mugglin bergmännische Aufgaben übernommen und später die Betonaufbereitung im Stollenbau revolutioniert, z. B.  beim Schlossbergtunnel in Baden, beim Strassentunnel am Lopper, beim Ofeneggtunnel an der Walenseestrasse und dem San-Bernardino-Tunnel, die unter der Mitwirkung von Schafir & Mugglin vorgetrieben wurden. Die aus dem Bergbau bekannte Schildbauweise wurde bei ungünstigen Bodenverhältnissen, zum Beispiel 1960–1962 beim Bau von Kabelkanälen unter den Gleisanlagen des Hauptbahnhofs Zürich sowie beim Bau des Bareggtunnels eingesetzt.